# نیکولا ویزونی
نیکولا ویزونی (انگلیسی: Nicola Vizzoni؛ زادهٔ ۴ نوامبر ۱۹۷۳) ورزشکار دو و میدانی اهل ایتالیا است.
وی در مسابقات کشوری و بین‌المللی در مجموع برندهٔ ۳ مدال طلا، ۲ مدال نقره، ۱ مدال برنز شده‌است.